# Caspar Sagittarius (Historiker)

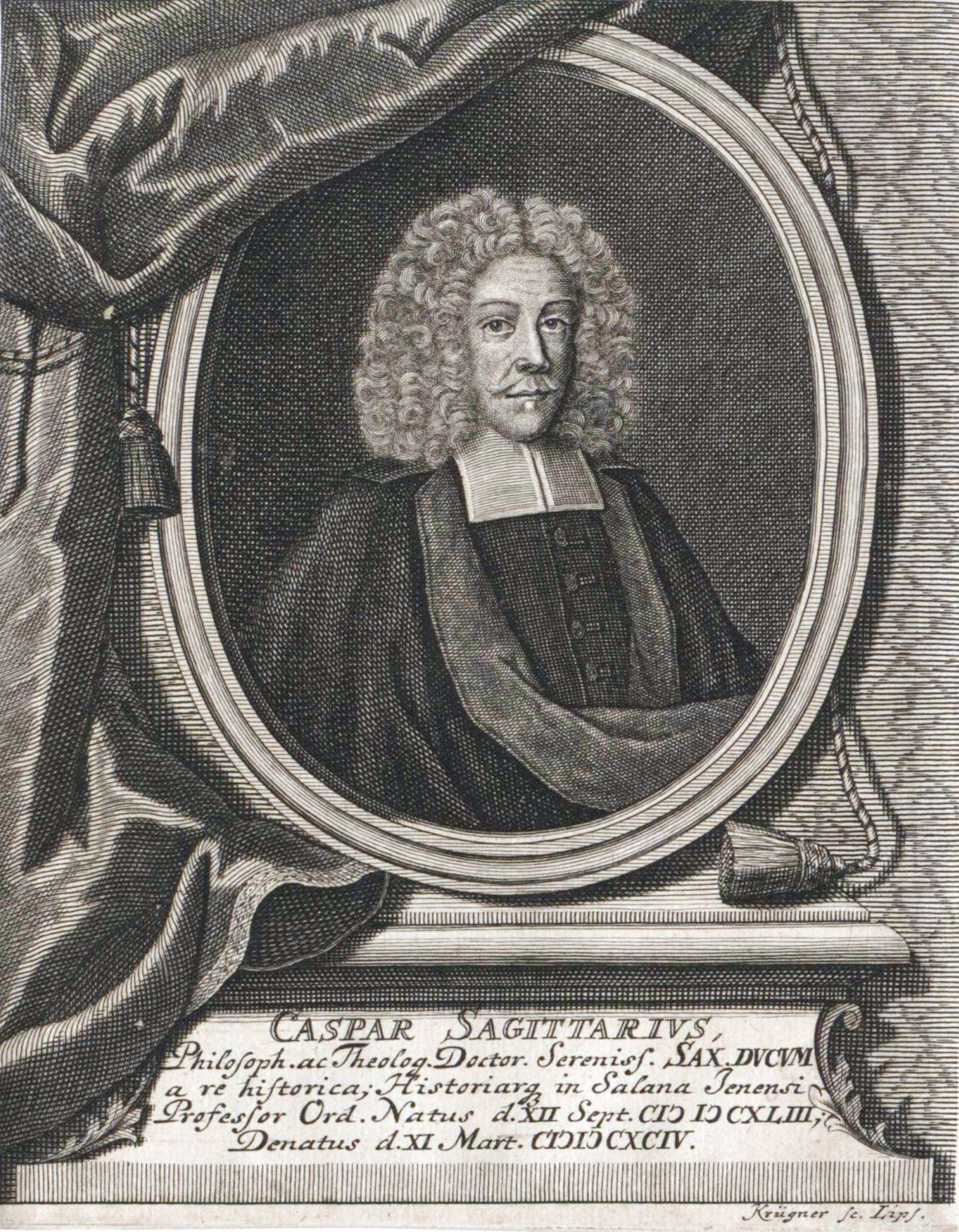
Kaspar Sagittarius, Stich von Krügner

Caspar Sagittarius (* 23. September 1643 in Lüneburg; † 9. März 1694 in Jena; auch Kaspar Sagittarius) war ein deutscher Historiker und Hochschullehrer.

## Leben
Sagittarius war der Sohn des Lüneburger Gymnasialrektors Caspar Sagittarius (1597–1667) und dessen Frau Katharina Jordan (* Braunschweig; † 1647), einer Tochter des Braunschweiger Pfarrers Joachim Jordan. Er wurde anfänglich von seinem Vater ausgebildet, besuchte die Schule seiner Geburtsstadt und 1658 das Katharineum zu Lübeck. Bei seinem Abschluss 1662 wurde er ausgewählt, die Oratio Valedictoria (Abschiedsrede) zu halten.  Nachdem er sich während seiner Gymnasialzeit in Altenburg bei seinem Cousin Johann Christfried Sagittarius weitergebildet hatte, immatrikulierte er sich am 19. Juni 1662 die Universität Helmstedt, wo er ein Studium der philosophischen und theologischen Wissenschaften absolvierte. In Helmstedt besuchte er die Vorlesungen an der philosophischen Fakultät zur Politik bei Hermann Conring, in Physik bei Valentin Heinrich Vogler (* 17. September 1622 in Helmstedt; † 13. März 1677 ebd.) und Heinrich Meibom, zur Rhetorik und Geographie bei Christoph Schrader, zur Geschichte bei Christian Eberhar(d)t (* 23. November 1619 in Kaltenborn; † 25. April 1678 in Helmstedt), zur Logik bei Andreas Fröling (* 4. Februar 1629 in Northeim; † 3. August 1683 in Helmstedt), zur Ethik bei Samuel Rachel und zur Metaphysik bei Heinrich Rixner.
An der theologischen Fakultät frequentierte er Vorlesungen zur hebräischen Sprache bei Johannes Saubert der Jüngere, setzte sich mit den Antiquitäten und der Kirchengeschichte bei Joachim Hildebrand und Peter Musaeus auseinander und hörte die dogmatischen Vorlesungen von Balthasar Cellarius und Gerhard Titius (* 17. Dezember 1620 in Quedlinburg; † 7. Juni 1681 in Helmstedt). Zwischenzeitlich setzte er seine Studien an der Universität Kopenhagen fort, wo Heinrich Ernst (* 16. Februar 1603 in Helmstedt; † 7. April 1665 in Kopenhagen), Thomas Bartholin und Hans Wandal (1624–1675) seine Ausbildung förderten. Von Helmstedt aus zog er an die Universität Wittenberg, war an der Universität Leipzig, der Universität Altdorf und der Universität Jena. Nach seinem Studium wurde er zunächst 1668 Schulrektor in Saalfeld/Saale, wo er die dortige Schule weiterentwickelte. Im Wintersemester 1670 schrieb er sich als designierter Rektor der Saalfelder Schule in die Matrikel der Universität Jena ein, erwarb sich 1671 den akademischen Grad eines Magisters der Philosophie und wurde am 15. Dezember 1671 in die theologische Fakultät aufgenommen.
1672 avancierte er zum Lizentiaten der Theologie und hielt danach an der theologischen Fakultät Vorlesungen. Nachdem sein Lehrer Johann Andreas Bose gestorben war, übernahm Sagittarius 1674 dessen Professur der Geschichte und promovierte am 14. Mai 1678 zum Doktor der Theologie. Als Hochschullehrer der Salana beteiligte er sich auch an den organisatorischen Aufgaben der Bildungseinrichtung. So war er einige Male Dekan der philosophischen Fakultät und Sommersemester 1683 Rektor der Alma Mater. Mit Werken wie Nucleus historiae Germanicae, Introductio in historiam ecclesiasticam et singulas ejus partes sowie seinen Beiträgen zur Geschichte Thüringens, machte er sich um die Entwicklung der Geschichtswissenschaften verdient.
Sagittarius verheiratete sich am 14. Mai 1678 in Jena mit Anna Barbara Kummer (* 8. Oktober, get. 10. Oktober 1635 in Jena; † 20. Juni, begr. 24. Juni 1685 Kollegienkirche ebd.), der Tochter des Sekretärs und Aktuars der Universität Jena, des Schöppenstuhls und der Juristenfakultät Johann Christoph Kummer († 25. Juli 1641) und dessen Frau Anna Sophia Mylius, welche später mit Erasmus Ungebaur eine erneute Ehe schloss. Seine Frau war die Witwe des am 26. Juni 1655 in Arnstadt geheirateten gräflich schwarzburgischen Hofpredigers und Archidiakons in Sondershausen Mag. Johann Hoffmann (* 8. August 1630 in Arnstadt; † 27. März 1663 in Quedlinburg) und des am 31. Oktober 1664 in Jena geheirateten Geschichtsprofessors Johann Andreas Bose. Die Ehe blieb kinderlos.
Das Album amicorum, das Sagittarius in seiner Studienzeit anlegte, ist in der Thüringer Universitäts- und Landesbibliothek Jena erhalten und digitalisiert.

## Werke (Auswahl)
- In Jvstini historici praefationem, et libri primi capvt primvm exercitationes II. Helmstedt 1665 (reader.digitale-sammlungen.de).
- Coronam Iesu Christi spineam. Jena 1672 (reader.digitale-sammlungen.de).
- Candida Iesu Christi vestis. Jena 1673 (collections.thulb.uni-jena.de).
- De flagellatione Christi. Jena 1674 (books.google.de).
- Exercitatio historicaœ de Eccardo I., Misniae marchione, Jenae anno MII. sepulto. Jena 1675 (bsb-muenchen-digital.de).
- Historia (antiqua, media et recentior) Lubecensis. Jena 1677 (urn:nbn:de:gbv:48-1-208191).
- Historia Johannis Friderici I. electoris Saxoniae, pii, magnanimi, constantis, inclyti. Jena 1678 (books.google.de).
- Historia antiqua liberae atque imperialis civitatis Norimbergae. Jena 1679 (reader.digitale-sammlungen.de).
- Programma, qvo ad audiendam orationem panegyricam laudibus illvstris cancellarii Saxonici domini Johannis Thomae sacram. Jena 1680 (books.google.de).
- Dissertationem œde motibus heroicis, eorum praecipue qui cum imperio sunt. Jena 1682 (books.google.de).
- Historia episcoporum Numburgensium a prima episcopatus origine ad praesentem statum repetita. Jena 1683 (books.google.de).
- Historiam marchionum ac electorum Brandenburgensium ab origine Marchiae ad praesentem usque statum repetitam. Jena 1684 (collections.thulb.uni-jena.de).
- Dissertatio historica et apologetica pro doctrina Doct. Lutheri de missa : sive confutatio renovatae adversus Doct. Lutherum, & qui sententiam eius sequuntur, calumniae impudentissimae, ab abbate quodam, in tractatu Gallico an. 1684 Lutetiae edito, qui Latine versus simul exhibetur, cuique titulus est Recitatio colloquii diaboli cum Luthero, etc. ; Huic refutatio per modum notarum inseritur. Jena 1685 (reader.digitale-sammlungen.de).
- Historia marchiae Soltwedelensis in qua potissimum Alberti Ursi vita et res gestae exponuntur. Jena 1685 (collections.thulb.uni-jena.de). Deutsche Übersetzung: Geschichte der Marggraffschafft Saltzwedel, in welcher besonders Albrechts des Bären Leben und Thaten ausgeführet werden. Salzwedel 1732, veröffentlicht: Salzwedel 1736 als Anhang zu Christoph Entzelts Altmärckischer Chronica. (bsb-muenchen-digital.de)
- Dissertationem De Nomine Westphaliae. Jena 1686 (books.google.de).
- Origines Et Svccessionem Principvm Aravsionensivm Vsqve Ad Wilhelmvm III. Magnae Britanniae Regem explicabunt. Jena 1691 (books.google.de).
- Gründlicher Bericht Von Land-Grav Heinrichs in Thüringen, Pfaltz-Graven zu Sachsen Römischen-Königs-Wahl: Wie auch Dessen kurzten Regierung, glück- und unglücklichen Kriegen, Kranckheit, Tode, Begräbniß, und Gemahlinnen, aus vielen gedruckt- und geschriebenen Büchern mit Fleiß zusammen getragen. Jena 1692 (books.google.de).
- Doctissimum Historiae Spalatinianae Auctorem. Jena 1693 (reader.digitale-sammlungen.de).
- Dissertatio Epistolica : Qua in Ratio redditur Genealogiae Sagittarianae & Analecta in Librum De Ianvis Vetervm ex Sacris, Ecclesiasticis, atque Externis Antiqvitatibus afferuntur. Ad Virvm Clarissimvm Theodorvm Iansonivm Ab Almeloven Medicum & Polyhistorem Batavum florentissimum. Jena 1694 (daten.digitale-sammlungen.de).
- De martyrum natalitiis in primitiva ecclesia liber. Franckfurt 1696 (bsb-muenchen-digital.de).